# Maria Ângela Carrascalão
Maria Ângela Carrascalão (Liquiçá, 10 de abril de 1951) é uma jornalista, escritora, professora universitária, diplomata, e antiga ministra da Justiça de Timor-Leste. Atualmente é embaixadora de Timor-Leste no Brasil.

## Biografia
Maria Ângela Guterres Viegas Carrascalão nasceu no dia 10 de abril de 1951. É filha do anarquista português Manuel Viegas Carrascalão, que exilou-se em Timor, onde se casou com uma timorense, com quem teve 13 filhos.
De 1978 a 2002, trabalhou para as agências noticiosas portuguesas Notícias de Portugal (NP), Agência Noticiosa Portuguesa (ANOP) e Lusa, bem como para o canal de televisão Sociedade Independente de Comunicação (SIC), a revista do Jornal Expresso e o jornal Público.
Foi editora do jornal bilingue tétum/português Lia Foun em Timor Leste e correspondente da rádio australiana SBS e trabalhou como documentarista e intérprete para a Comissão de Acolhimento, Verdade e Reconciliação em Timor-Leste (CAVR).
Em 2007, concorreu como candidata da União Democrática Timorense nas eleições legislativas e nos dois anos seguintes foi chefe de gabinete do secretário de Estado da Defesa do 4º Governo de Timor-Leste.
Frequentou a Universidade Nacional de Timor Oriental e doutorou-se em Direito em 2010, vindo a tornar-se no ano seguinte, docente na faculdade de direito da universidade.
Em 2013, o presidente Taur Matan Ruak nomeou-a membro do conselho da Radio-Télévision du Timor-Oriental por um período de quatro anos.
Ângela Carrascalão foi nomeada ministra da Justiça do 7º Governo de Timor Leste em 2017, por decreto do presidente Francisco Guterres, tendo tomado posse a 17 de outubro, o seu mandato terminou no ano seguinte.
Em 2023, Ângela Carrascalão foi nomeada embaixadora de Timor-Leste no Brasil, tendo sido empossada em 12 de dezembro do mesmo ano.

## Reconhecimento
Foi galardoada com o Prémio Mérito Lusófono na V edição da Gala Prémios da Lusofonia.

## Obras seleccionadas
Escreveu os livros:
- 2002 - Timor, os Anos da Resistência, editor Mensagem, ISBN 9728730012[11]
- 2013 - Taur Matan Ruak: a vida pela independência, editora Lidel, ISBN: 9789727579372[4]